# Grue volante

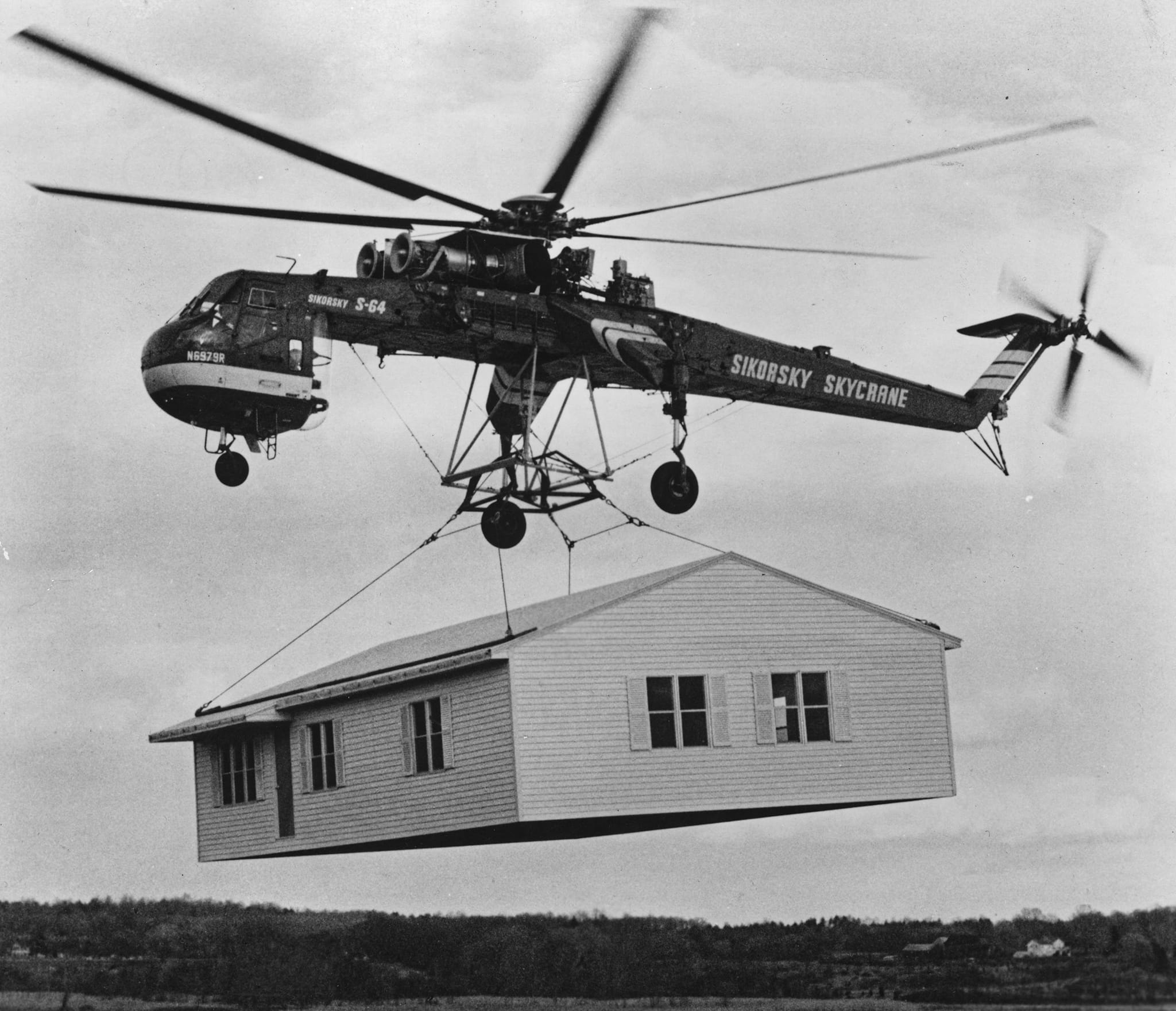
Un Sikorsky CH-54 déplaçant une maison.

Une grue volante est un type d'hélicoptère permettant de déplacer et manutentionner divers types d'objets de volume et poids importants (jusqu'à plusieurs tonnes). Les charges manipulées peuvent être, par exemple :
- la mise en place de paravalanches et de pare-pierres (travaux acrobatiques) ;
- la pose de pylônes ou relais ;
- la pose de climatiseurs, souffleries ;
- le déroulage et la pose de câbles.

Différents modèles d'hélicoptères sont à même d'assurer ce genre de missions, parmi lesquels : 
- le S-64 Skycrane / CH-54 Tarhe  de Sikorsky Aircraft Corporation ;
- le K-Max de Kaman ;
- les Mi-10 et Mi-26 de Mil.

En fait, la plupart des hélicoptères sont capables de soulever des charges accrochées à une élingue fixée sous le fuselage (dans l'axe du rotor principal), que ce soit pour effectuer du travail aérien par héliportage (transport de pylônes pour remonte-pentes en montagne, de grume en forêt...) ou pour déverser de l'eau nature ou additionnée de retardant dans la lutte contre l'incendie (hélicoptère bombardier d'eau).